# Danand
Nella mitologia irlandese, Danand (Dianann, Dinand, Donann, Danann) è una figura femminile. È citata nel Lebor Gabála Érenn come figlia di Delbáeth (altrove identificato come Tuireann) e madre di Brian, Iuchar, e Iucharba, concepiti con il suo stesso padre. In un altro passaggio dello stesso testo, Dinand è identificata come una delle figlie della dea Flidais.
Sebbene Danann in antico irlandese sia anche la forma genitiva di Danu, secondo i commentatori questa figura non va confusa con la dea primordiale ricostruita con il nome di Danu.